# Pardosa clavipalpis
Pardosa clavipalpis là một loài nhện trong họ Lycosidae.
Loài này thuộc chi Pardosa. Pardosa clavipalpis được William Frederick Purcell miêu tả năm 1903.